# Las Brujas de South Beach
 (срп. Вештице са Саут Бича) је планирана теленовела америчке продукцијске куће Телемундо чија је реализација отказана.
На пилот епизоди снимњеној током 2007. године у Мајамију, за Телемундове потребе презентације на Апфронту, главне улоге су тумачили Наталија Стрејгнард, Ана Лусија Домингез, Ђули Хилиберти, Катерине Сијачоке и Хосе Анхел Љамас. Радња прати живот четири девојке, које су у прошлости биле сестре, на њиховом путу ка разоткривању мистерија старих готово осам векова.